# Os 33
The 33 (bra/prt: Os 33) é um filme chileno-colombiano-estadunidense de 2015, do gênero drama histórico-biográfico, dirigido por Patricia Riggen, com roteiro de Mikko Alanne, Craig Borten, José Rivera e Michael Thomas baseado nos eventos reais do acidente na mina San José em 2010, no qual um grupo de 33 mineiros ficou soterrado numa mina.

## Sinopse
Dezenas de pessoas de Copiapó, no Chile trabalhavam na mina San José, onde o proprietário ignora os diversos avisos de falha e estabilidade da mina, que acaba por desmoronar, pouco tempo depois. A única saída da mina fica completamente bloqueada. Os trinta e três mineiros conseguem chegar à câmara onde ocorrerá o resgate. Eles descobrem que o rádio é inútil, o kit médico está vazio, os poços de ventilação não possuem as escadas necessárias para fuga e há muito pouca comida armazenada. Mario Sepúlveda se torna o líder dos mineiros, dividindo os alimentos, rações e procura tranquilizar os homens parando momentos de violência e desespero. A empresa dona da mina não se prepara para fazer o resgate dos mineiros, fazendo com que os familiares dos mineiros se reúnem em torno dos portões da mina.
O governo chileno decide intervir e ordena o uso de brocas para chegar à câmara. Os primeiros poços que foram feitos não chegam ao local certo. Após diversas tentativas, conseguem localizar os mineiros que anexam um bilhete na broca como prova de que estão vivos. Eles recebem alimentos e roupas, e passam a ter comunicação com a superfície. Os socorristas preparam uma broca mais grossa para conseguir tirar os mineiros, que são resgatados um a um.

## Elenco
- Antonio Banderas como Mario Sepúlveda
- Rodrigo Santoro como o ministro da Mineração Laurence Golborne
- Juliette Binoche como María Segovia[6]
- James Brolin como Jeff Hart[7]
- Lou Diamond Phillips como Luis "Don Lucho" Urzúa
- Mario Casas como Álex Vega[6]
- Juan Pablo Raba como Darío Segovia[8]
- Kate del Castillo como Katy Valdivia de Sepúlveda
- Cote de Pablo como Jessica Vega
- Jacob Vargas como Edison "Elvis" Peña
- Bob Gunton como o presidente Sebastián Piñera[9]
- Gabriel Byrne como André Sougarret[carece de fontes?]
- Naomi Scott como Escarlette Sepúlveda Valdivia
- Marco Treviño como José Henríquez
- Oscar Nunez como Yonni Barrios
- Alejandro Goic como Franklin Lobos
- Tim Willcox como ele mesmo
- Federico Luppi[10]
- Tenoch Huerta[10]
- Pedro Calvo[10]
- Mario Kreutzberger (Don Francisco) como ele mesmo

## Produção

### Desenvolvimento
O filme é baseado no acidente ocorrido na mina San José em 2010, também conhecido como o "acidente de mineração chileno". É dirigido por Patricia Riggen e escrito por Mikko Alanne e José Rivera. O produtor Mike Medavoy, que também produziu Apocalypse Now, trabalhou com os mineiros, suas famílias e todos os envolvidos. Em 13 de agosto de 2014, foi anunciado que Os 33, seria o primeiro filme a receber o incentivo da Comissão de Cinema Colombiana que incluiu 40% para as filmagens e 20% para a distribuição do filme.[carece de fontes?]

### Atores

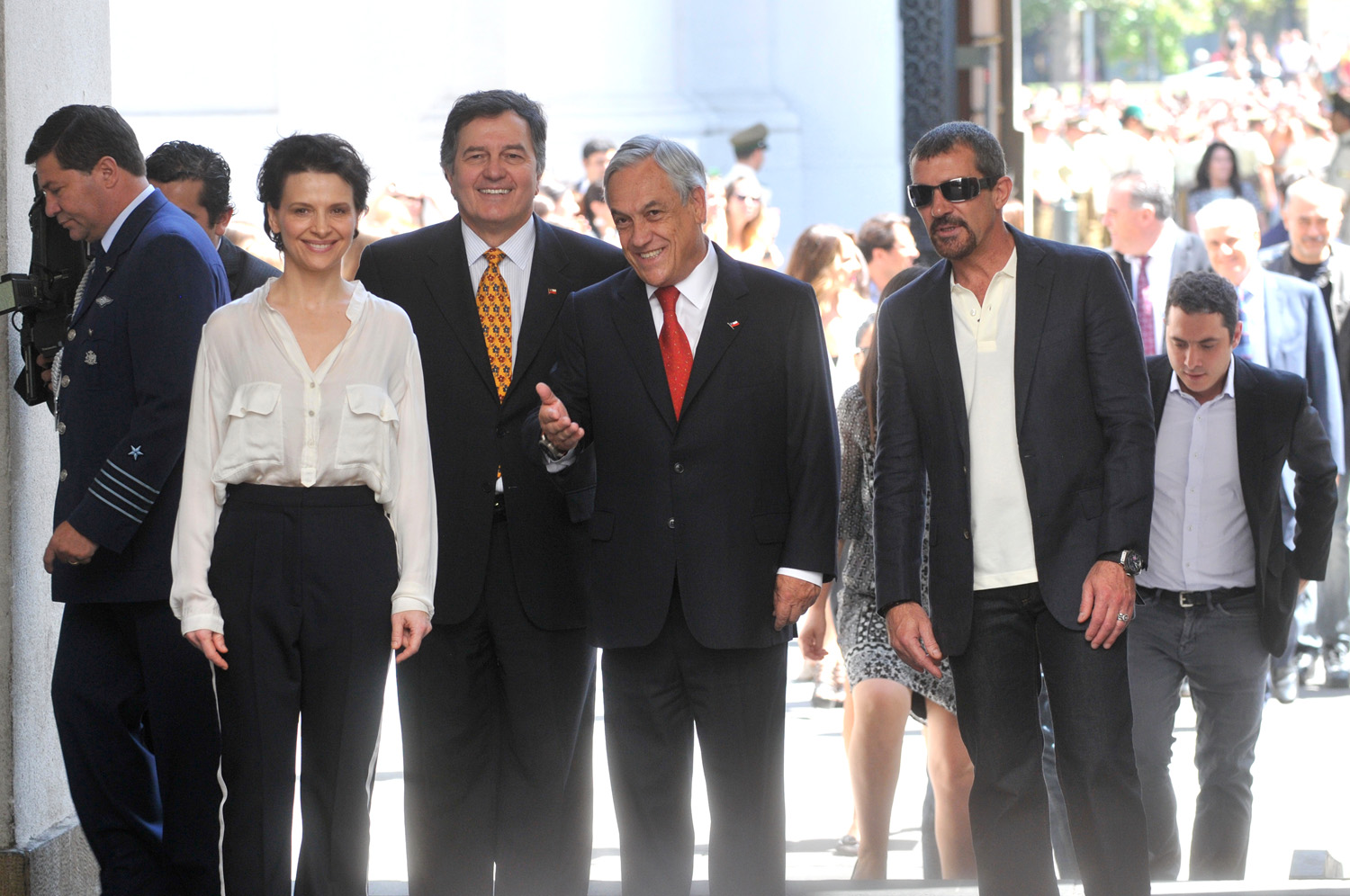
Juliette Binoche e Antonio Banderas com o ex-Presidente do Chile, Sebastián Piñera, no Palácio de La Moneda, em Santiago, Chile.

Antonio Banderas, que retrata o "Super" Mario Sepúlveda, é a face pública para os mineiros, que enviaram vídeos para a equipe de resgate para atualizá-los sobre sua situação enquanto presos na mina. O presidente Sepúlveda expressou seu entusiasmo e a sua aprovação, para ter Antônio Banderas no papel principal. O ator brasileiro Rodrigo Santoro desempenha o papel de  Laurence Golborne, Ministro da Mineração. Em 17 de junho de 2013, foi anunciado que Jennifer Lopez se juntou ao elenco do filme[carece de fontes?] mas, depois, devido a conflitos de agenda com American Idol, ela foi substituída no papel principal por Juliette Binoche.
Em 10 de janeiro de 2014 Cote de Pablo se juntou ao elenco do filme, ela interpreta a esposa de um dos mineiros presos. Em 27 de janeiro de 2014, Gabriel Byrne, se juntou ao elenco do filme, para desempenhar o papel de André Sougarret, o gênio da engenharia, que dirigiu o milagroso resgate dos 33 mineiros presos.[carece de fontes?] No dia 28 de janeiro, Bob Gunton se juntou ao elenco, ele desempenhou o papel de presidente do Chile, Sebastián Piñera.

### As filmagens
A filmagem começou em dezembro de 2013, na Colômbia.[carece de fontes?] Antes das filmagens começarem, Riggen entrevistou cada um dos mineiros e suas famílias.[carece de fontes?] Após o problema em Nemocón, Colômbia, em janeiro, as equipes reiniciaram as filmagens em Copiapó, no Chile, em 5 de fevereiro de 2014, que foi o local do acidente.[carece de fontes?] Em 18 de fevereiro de 2014, informações diziam que mais da metade das filmagens haviam sido feitas na mina de sal de Nemocón, Colômbia, e foram recuperadas cenas filmadas em Tierra Amarilla, do Chile. As filmagens terminaram por volta de fevereiro de 2014.
Ao contrário do que é mostrado no filme, a cápsula jamais ficou presa com um mineiro dentro durante o resgate; André Sougarret não ordenou o fim dos trabalhos de resgate antes do contato com os mineiros; e María Segovia nunca deu um tapa no rosto de Laurence Golborne.

### Música
Em outubro de 2014 James Horner foi contratado para compor a música do filme. Ele concluiu sua função no filme, mas veio a falecer em 22 de junho de 2015 vítima de um desastre aéreo.

## Lançamento
Os 33 foi lançado em toda a América Latina pela 20th Century Fox em 6 de agosto de 2015, no Chile. Estreou na Colômbia e na América Central, em 20 de agosto de 2015. O Brasil foi o último país da América Latina onde o filme foi lançado em 29 de outubro de 2015. Nos Estados Unidos e no Canadá a distribuição foi feita pela Warner Bros., sendo lançado em 13 de novembro de 2015. Em Portugal, foi lançado em 14 de abril de 2016.

### Distribuição
Em 28 de abril de 2015, Alcon Entertainment adquiriu os direitos para a distribuição norte-americana e a maioria da distribuição internacional de Os 33, contratando a Warner Bros. para distribuí-lo. No mesmo dia, a Warner Bros e a Alcon fecharam o negócio e definiram a data de lançamento para 13 de novembro de 2015.

## Recepção

### Bilheteria
Em 3 de dezembro de 2015, o filme já havia arrecadado 12,2 milhões de dólares na América do Norte e 12,7 milhões de dólares em outros países e arrecadação total de 24,9 milhões de dólares, o que não cobriu os custos de orçamento inicial de 26 milhões de dólares.
Na América do Norte, The 33 foi lançado junto com Love the Coopers e My All American em 13 de novembro de 2015, com um desempenho muito fraco. Em sua semana de estreia, o filme teve projetada uma receita bruta de 7 milhões a 8 milhões de dólares em 2 452 salas de cinema. O filme arrecadou 1,8 milhão de dólares em seu lançamento e 5,8 milhões de dólares no primeiro fim de semana, terminando abaixo das projeções do estúdio.
No Chile, o filme arrecadou 1,6 milhão de dólares em seu primeiro fim de semana, de 6 de agosto de 2015, sendo mostrado em 140 salas de cinema. Esta é a segunda maior arrecadação em abertura para um filme chileno (5% atrás do Stefan v/s Kramer), apesar de coincidindo com uma severa tempestade que causou inundações em Santiago e em outras partes do país e também marcou a sexta maior abertura para a Fox International Productions.[carece de fontes?] liderou a bilheteria por cinco fins de semana consecutivos e se tornou a segunda maior bilheteria de um filme chileno.[carece de fontes?] O filme arrecadou um total de 4,9 milhões de dólares no Chile.[carece de fontes?]
No México o filme chegou a ser o terceiro filme mais visto em sua estreia, arrecadando um pouco mais de 1,3 milhão de dólares, mas acabou juntando apenas um total de 3 milhões de dólares depois de três semanas em cartaz.[carece de fontes?]

### Resposta da crítica
Os 33 tem recebido críticas abaixo da média. No Rotten Tomatoes, o filme tem uma classificação de 48%, com base em 157 avaliações, com uma classificação média de 5,5/10. O consenso crítico do site diz: "Os 33 mostra o heroísmo da vida real, mas, apesar da sólida história, as performances foram prejudicadas por um foco errado e uma dependência excessiva na fórmula". No Metacritic, o filme recebeu uma pontuação média ponderada de 55 de 100, com base em 31 críticos, indicando "críticas mistas ou médias". Segundo pesquisa do CinemaScore, o público dos cinemas deu ao filme uma nota média "A–" numa escala que varia de "A+" a "F".
Scott Tobias da Variety disse: "Os 33" é um dos meios utilizados para conhecer melhor a história do resgate dos mineiros chilenos, mostrando os esforços tanto na superfície quanto abaixo do solo, mas, não passa de um sóbrio filme-catástrofe e um docudrama de Irwin Allen."[carece de fontes?]
A crítica chilena recebeu o filme de maneira mista; Ana Josefa Silva fez uma crítica levemente positiva, dizendo que o filme "excita e diverte", mas que o longa peca em algumas cenas, tornando-o menos atrativo. Ela elogiou a atuação, mas criticou o uso de muitos clichês como o heróico personagem jovem (Golborne), o político "desumano" (Piñera) ou a corajosa mulher latina (Segovia). O jornal Las Últimas Noticias afirmou que "enquanto o épico do resgate é observado graças à recreação eficaz, a agonia dos resgatados permanece em dívida na encenação", e também observou o estereótipo de herói "jovem e bonito". O La Segunda descreveu-o como "um filme de catástrofe com uma mensagem de vida e vocação sentimental que não está disposto a desistir de truísmos associados à imagem que Hollywood tem da América Hispânica". O El Mercurio fez uma revisão negativa, criticando a ausência de pessoas responsáveis pelas precárias condições de trabalho dos mineiros, embora elogiasse a recriação da mina e da catástrofe.